# Adelheid von Plassenberg
Adelheid von Plassenberg († 14. Januar 1460) war Äbtissin des Klosters Himmelkron von 1428 bis 1460.
Adelheid stammte aus der Familie von Plassenberg. Helmuth Meißner gibt als ihre Eltern Anton von Plassenberg und Maria von Fullnbach an. In ihrer Zeit als Äbtissin verheerten die Hussiten die Gegend. 1430 war auch das Kloster betroffen. Größere Schäden dürften aber nicht entstanden sein, da in der Folge von keinem größeren Wiederaufbau berichtet wurde und auch viele Kunstwerke die Zeit überdauerten. Das in der Klosterkirche erhaltene Grabmal der Äbtissin hat ihr Familienwappen als zentrales Motiv, eine eingebogene silberne Spitze auf rotem Grund.